# Храм Успения Пресвятой Девы Марии (Новочеркасск)
Храм Успения Пресвятой Девы Марии — католический храм в городе Новочеркасске, Ростовская область.
Административно относится к Ростовскому деканату Епархии св. Климента с центром в Саратове, возглавляемой епископом Клеменсом Пиккелем.

## История
Первую католическую общину в Новочеркасске сформировали польские ссыльные, которые были переселены на Дон после подавления национально-освободительных движений в Польше во второй половине XIX века. Вторую значительную часть прихода составляли армяне-католики, проживавшие в данной местности с XVIII века.
Ходатайства о постройке костела начались в 1902 году. Инициаторами его строительства были польские католики Иосиф Горбатовский, пожертвовавший под строительство костела собственный участок земли и начавший строиться на нём кирпичный дом, и Люциан Пекалевич. В этом же году было разрешено совету Ростовской-на-Дону Римо-католической церкви принять от Горбатовского пожертвование. В мае 1903 года в Областном Правлении войска Донского был заслушан доклад о строительстве католического костела в Новочеркасске, в котором говорилось, что инженер-технолог Горбатовский, инженер-землемер Люциан Пекалевич и другие прихожане, ходатайствуют об устройстве в городе Новочеркасске по Николаевскому проспекту № 66 (ныне улица Просвещения, 143), римско-католического молитвенного дома. В результате слушания Областное Правление определило, что препятствий для открытия доме молитвенного дома не имеется.
Строительство новочеркасского католического костела в стиле необарокко было окончено в 1906 году архитектором Б. С. Рогуйским. В 1907 году храм был освящён. Его первым священником был Константин Штауб. В 1917 году приход насчитывал 4231 человека. Этот костёл стал четвёртым по счёту, открытым на землях донского казачества после таганрогского, ростовского и в поселении Гринталь.
В 1929 году храм был закрыт и использовалась как столовая находящегося через дорогу Новочеркасского политехнического университета. C 1937 года в ней находился спортивный зал, жилые помещения, ясли. Священник Иоанн Ланг, служивший в приходе, был депортирован в 1941 году и умер в ссылке в 1944 году.
В 1994 году храм передали католическому приходу Успения Пресвятой Богородицы, который был зарегистрирован годом раньше.

## Настоятели
- Ярослав Вишневский (1993)
- Эдвард Мацкевич[3] (1993—1996 и 2000—2002)
- Ежи Кроляк (1996—1998)
- Томаш Вёсна (2002—2012)
- Алексей Полиско[4] (2012—2014)
- Мацей Русецкий, ОР (2014 — наст. вр.)

## Фотогалерея

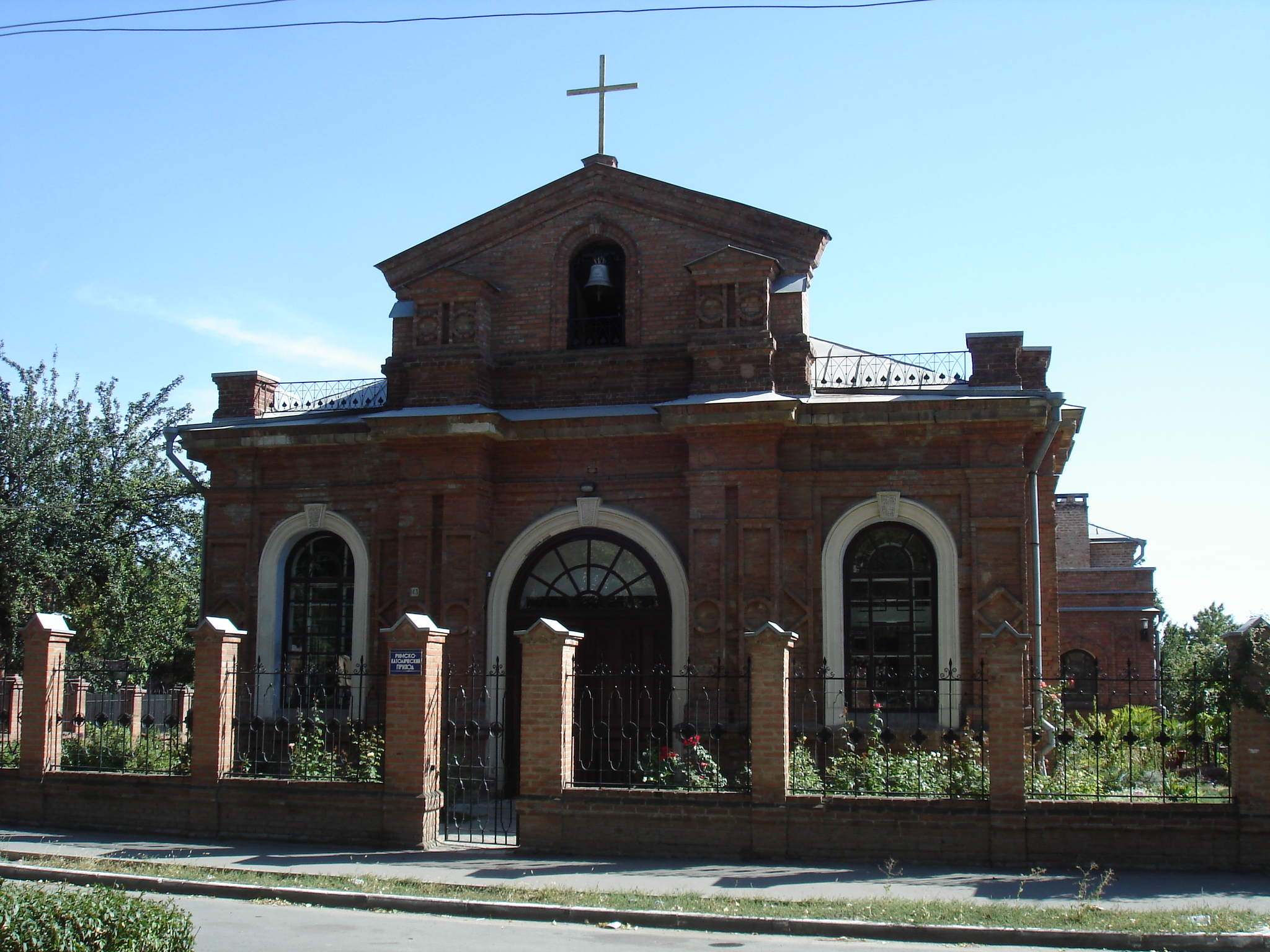
Храм Успения Пресвятой Девы Марии
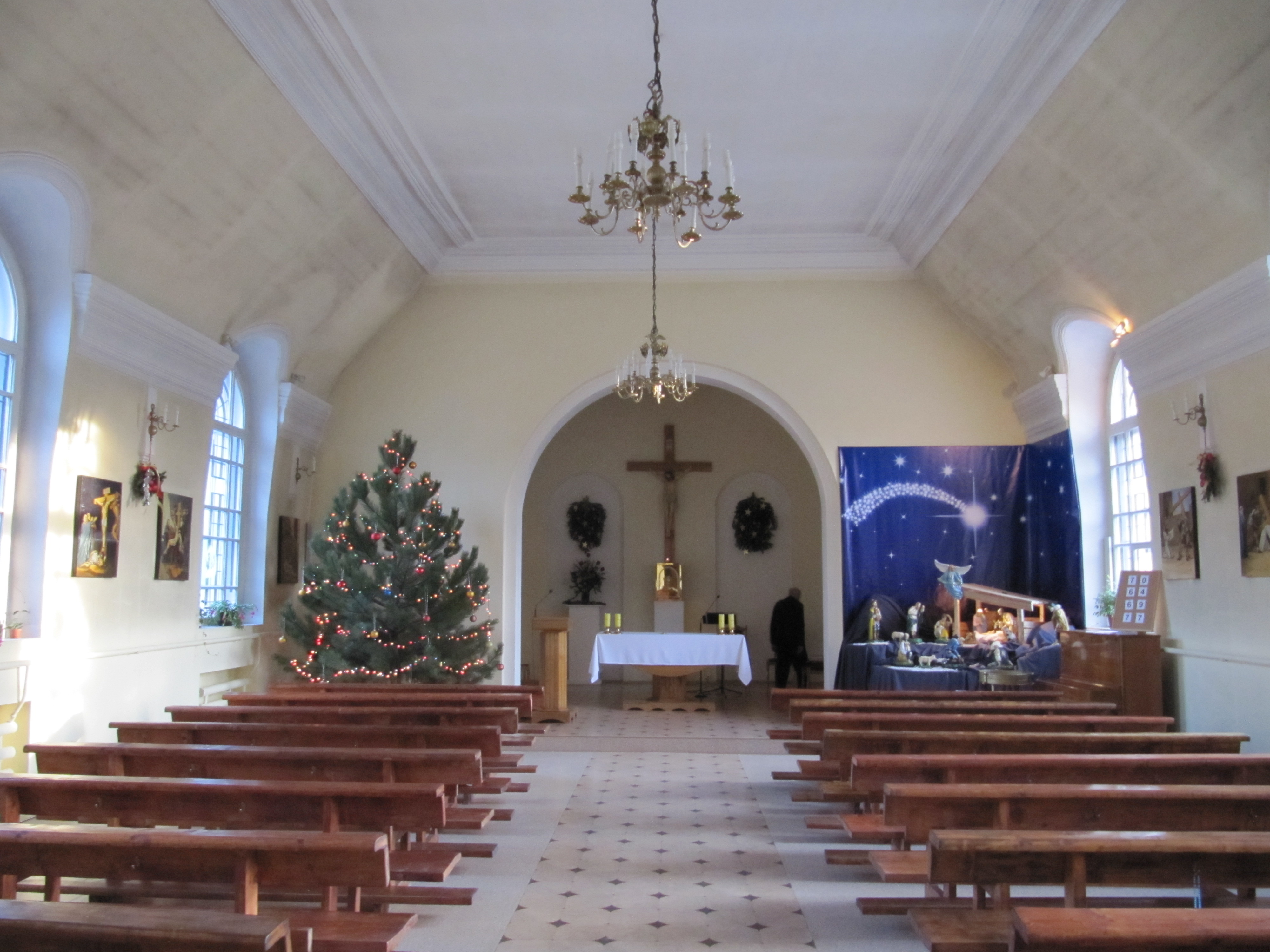
Внутренний интерьер
Внутренний интерьер — хоры
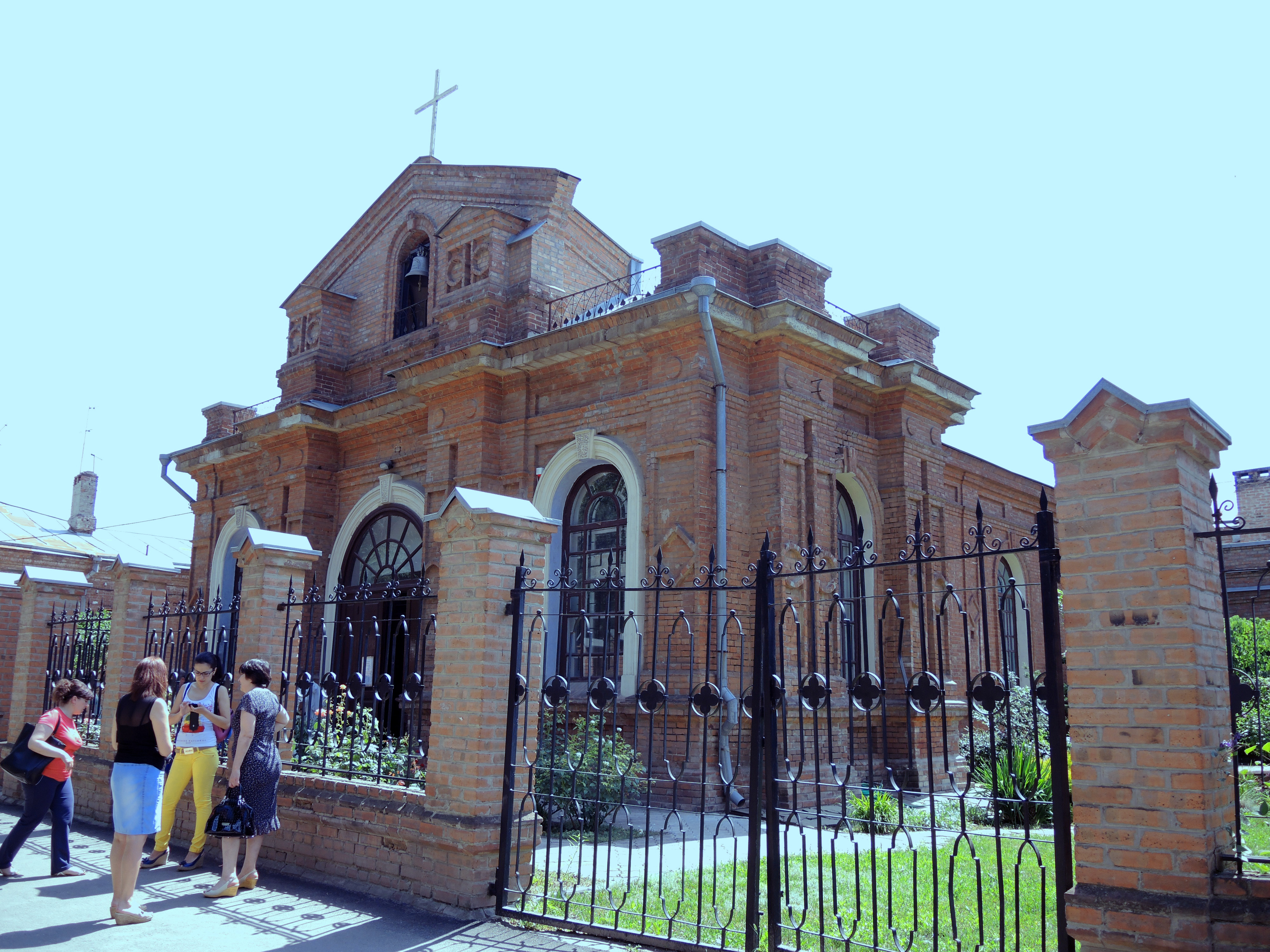
Вид летом